# Хуан Карлос Артече
Хуан Карлос Артече (ісп. Juan Carlos Arteche, 11 квітня 1957 — 13 жовтня 2010, Мадрид) — іспанський футболіст, що грав на позиції захисника, зокрема, за мадридський «Атлетіко», а також національну збірну Іспанії.

## Клубна кар'єра
Народився 11 квітня 1957 року. Вихованець футбольної школи клубу «Расінг». Дорослу футбольну кар'єру розпочав 1975 року у команді «Хімнастіка» (Торрелавега), де грав на правах оренди. За рік повернувся до «Расінга», за який відіграв два сезони.
1978 року перейшов до мадридського «Атлетіко», за який відіграв 11 сезонів. Більшість часу, проведеного у складі «Атлетіко», був основним гравцем захисту команди. 1985 року допоміг команді здобути кубок Іспанії і Суперкубок країни. Наступного сезону команда успішно виступала у Кубку володарів кубків, сягнувши фіналу турніру, в якому з рахунком 0:3 поступилася київському «Динамо». Завершив професійну кар'єру футболіста виступами за команду «Атлетіко» (Мадрид) у 1989 році.
Помер 13 жовтня 2010 року на 54-му році життя у Мадриді.

## Виступи за збірну
1986 року дебютував в офіційних матчах у складі національної збірної Іспанії. Протягом кар'єри у національній команді, яка тривала 2 роки, провів у її формі 4 матчі, забивши 1 гол.

## Титули і досягнення
- Володар Кубка Іспанії (1):

«Атлетіко»: 1984-1985
- Володар Суперкубка Іспанії (1):

«Атлетіко»: 1985